# Gracilimesus angustus
Gracilimesus angustus är en kräftdjursart som först beskrevs av Hansen 1916.  Gracilimesus angustus ingår i släktet Gracilimesus och familjen Ischnomesidae. Inga underarter finns listade i Catalogue of Life.